# 東礼文駅
座標: 北緯48度29分15秒 東経142度43分21秒 / 北緯48.48750度 東経142.72250度
東礼文駅（ひがしれぶんえき）は、かつて樺太元泊郡知取町に存在した鉄道省樺太東線の駅である。

## 歴史
- 1927年（昭和2年）11月20日 - 樺太鉄道落合駅 - 知取駅間(170.5km)開業により設置。
- 1941年（昭和16年）4月1日 - 樺太鉄道の国有化により、樺太庁鉄道東海岸線の駅となる。
- 1943年（昭和18年）4月1日 - 南樺太の内地化にともない、鉄道省（国有鉄道）に編入。
- 1945年（昭和20年）8月 - ソ連軍が南樺太へ侵攻、占領し、駅も含め全線がソ連軍に接収される。
- 1946年（昭和21年）
  - 2月1日 - 日本の国有鉄道の駅としては、書類上廃止。
  - 4月1日 - ソ連国鉄に編入。ロシア語駅名は「グレベンスカヤ」。

## 駅名の由来
当駅の所在する地名からであり、礼文という地名はアイヌ語の「レプ・ウン・ケ・ナイ」（沖へ流し出される川）による。

## 運行状況
（1944年当時）
- 1945年現在、上りは敷香駅発元泊駅行き2本と白浦駅行きと落合駅行き各1本であった。下りは敷香駅行きが3本と上敷香駅行き1本であった。
- 大泊港駅発着の夜行列車は通過していた。

## 隣の駅
鉄道省樺太鉄道局
樺太東線
幌内保駅 - 東礼文駅 - 遠古丹駅